# Das ganze Land ist Rot
Das ganze Land ist Rot (chinesisch 全国山河一片红, Quánguó shānhé yīpiàn hóng) ist der Name einer Briefmarke, die von der chinesischen Post im Jahre 1968 zur Feier der Großen Proletarischen Kulturrevolution herausgegeben wurde. Sie zählt heute zu den bekanntesten und wertvollsten philatelistischen Sammlerstücken der Volksrepublik China.

## Geschichte
Nachdem sich 1968 in den letzten Provinzen der Volksrepublik Revolutionskomitees gegründet hatten, beschloss das Militärverwaltungskomitee des chinesischen Post- und Kommunikations-Ministerium eine Serie von Gedenkmarken zum Thema "Gesamtsieg der proletarischen Kulturrevolution" herauszubringen. Die Briefmarke zeigt unter einer rotgefärbten Landkarte Chinas die revolutionären Massen. Im Vordergrund hält ein Arbeiter ein rotes Mao-Büchlein. Dazu steht der Spruch „Das ganze Land ist eine einzige rote Fläche“ (全國山河一片紅). Entwerfer war Wang Wei Sheng. Die Gesamtauflage umfasste ursprünglich 50 Millionen Exemplare in der Wertstufe zu 8 Fen.
Die Briefmarke kam 25. November 1968 an die Schalter und wurde bereits nach wenigen Stunden vom Verkauf zurückgezogen. Offizieller Grund war der auf der Briefmarke fehlerhaft dargestellte Grenzverlauf mit Bhutan, Burma und der Mongolei, inoffiziell aber vor allem, dass die Insel Taiwan nicht rot eingefärbt war. Der Fehler wurde bemerkt und sofort dem Postministerium gemeldet, das die sofortige Sperrung und Rückgabe des Verkaufs anordnete: Es seien die Personen ausfindig zu machen, denen sie bereits verkauft wurden und diese aufzufordern, sie herauszugeben, die Bestände seien restlos zu vernichten.
Laut Nachforschungen wurden ca. 500 Stück dieser Briefmarken an verschiedenen Orten des Landes (vor allem in Hunan und Peking) verkauft. Der Wert der Briefmarke wird heute auf umgerechnet 18.000 bis 25.000 Euro geschätzt.